# Бирни (остров)
Бирни (англ. Birnie) — самый маленький атолл в архипелаге Феникс (Республика Кирибати), лежащий в 398 км к югу от экватора. Координаты: 3°55′ ю. ш. 171°33′ в. д. Площадь острова — 20 га. Необитаем (2010).

## География
Длина Бирни — менее 1,2 км, ширина 0,5 км. Восточная сторона атолла скалистая, покрытая обломками кораллов. Северная сторона острова равнинная, покрытая низкорослыми травами. На острове ютятся большие колонии птиц.
Неглубокая лагуна занимает низменную часть атолла, окружённую растительностью. Перепад глубин в ней очень высок: в некоторых местах она доходит до 1,8 метров, в других местах несколько сантиметров. В засушливые месяцы лагуна часто пересыхает.
Атолл Бирни — один из самых засушливых островов в архипелаге Феникс, среднегодовое количество осадков — 600—800 мм.

## История
Атолл Бирни был открыт и назван капитаном Эмметтом в 1823 году (в том же году он открыл остров Сидни (или Манра). Остров назван в честь владельца судна — Александра Бирни.
28 августа 1840 года мимо атолла проплывал корабль «Винсент» под командованием капитана Уилкса, на борту которого находилась американская исследовательская экспедиция. После того как был изучен остров Эндербери, корабль попытался вернуться к острову Бирни, но из-за наступления глубокой ночи, экипажу так и не удалось найти его.
В 1860-х годах остров Бирни согласно Закону о гуано был объявлен территорией США, однако подтверждений о разработках гуано на атолле не сохранилось. 6 декабря 1867 года мимо острова проплывало судно «Камехамеха V» под командованием капитана Стоуна.
10 июля 1889 года над островом был установлен протекторат Британской империи. В 1889 году остров был арендован «Пасифик айленд компани». В 1916 году Бирни был передан в аренду сроком на 87 лет капитану Эллену («Самоанская корабельная и торговая компания»). В апреле 1937 года остров попал под юрисдикцию британской колонии Острова Гилберта и Эллис (сейчас два самостоятельных государства Кирибати и Тувалу). Были предприняты попытки колонизировать остров, но они не увенчались успехом также, как и создание плантации кокосовой пальмы в 1939 году.
В июне 1938 года атолл Бирни был объявлен морским заповедником (в общем, на острове обитает 22 вида птиц, 6 из которых гнездуются на территории заповедника).